# Alex (Haute-Savoie)
Alex település Franciaországban, Haute-Savoie megyében. Lakosainak száma 1125 fő (2022. január 1.). Alex La Balme-de-Thuy, Bluffy, Dingy-Saint-Clair, Menthon-Saint-Bernard, Talloires-Montmin, Thônes, Veyrier-du-Lac és Annecy községekkel határos.

## Népesség
A település népességének változása:
| Lakosok száma | 1011 | 1031 | 1085 | 1072 | 1091 | 1102 | 1106 | 1113 | 1125 |
|               | 2013 | 2015 | 2016 | 2017 | 2018 | 2019 | 2020 | 2021 | 2022 |